# معهد عمليات الطاقة النووية

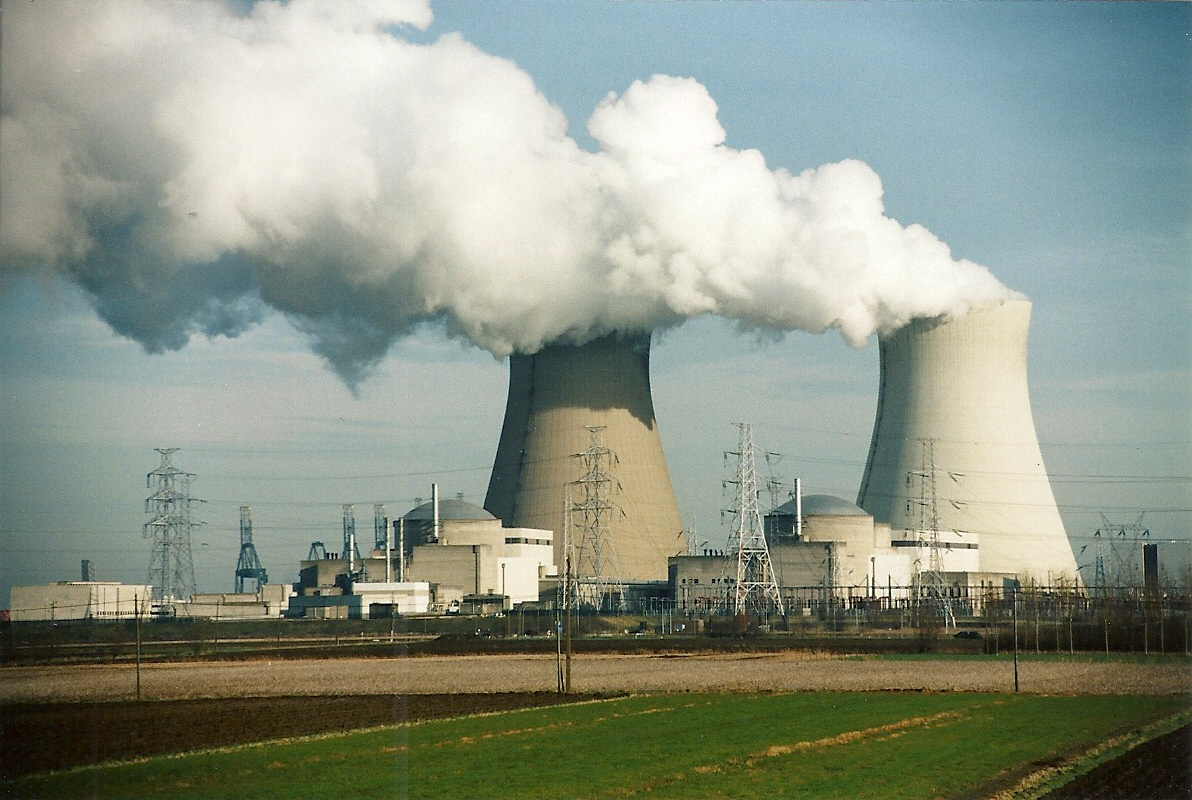
محطة للطاقة النووية

معهد عمليات الطاقة النووية (INPO) يقع في أتلانتا وهو منظمة تأسست في عام 1979 من قبل صناعة الطاقة النووية الأمريكية بعد التحقيق في حادث جزيرة الثلاثة أميال.

## الأهداف
يحدد معهد عمليات الطاقة النووية (INPO) أهداف الأداء على مستوى الصناعة، والمعايير، والمبادئ التوجيهية لعمليات محطة الطاقة النووية التي تهدف إلى تعزيز التفوق التشغيلي وتحسين تبادل الخبرات التشغيلية بين محطات الطاقة النووية. يتم تمويل معهد عمليات الطاقة النووية (INPO) بالكامل من قبل الطاقة النووية الأمريكية.

## المهام
يجري معهد عمليات الطاقة النووية (INPO) تقييم المفاعلات في المحطات النووية ويحدد نقاط القوة ومجالات التحسين التي يقصد تقاسمها مع المحطات النووية الأخرى كطريقة لتبادل أفضل الممارسات وأوجه الضعف المشتركة. لا يتم تقاسم نتائج تقييمات المفاعلات مع الشعوب وأي معلومات ذات صلة مشتركة في الصناعة النووية. يعين معهد عمليات الطاقة النووية (INPO) درجة بين واحد وأربعة لكل موقع نووي بعد التقييم حيث يكون "INPO 1" هو النتيجة الأكثر ملاءمة و "INPO 4" هو مؤشر على وجود محطة نووية بها مشاكل تشغيلية كبيرة.

## أعضاء المجلس
يتألف المجلس الاستشاري في معهد عمليات الطاقة النووية (INPO) من خبراء في الصناعة النووية فضلا عن الآخرين الذين تكون خبراتهم ذات صلة بالتشغيل الآمن لمحطات الطاقة النووية. وقد ضم أعضاء المجلس الاستشاري الدكتور إدغار شاين وهو أستاذ متقاعد من معهد ماساتشوستس للتقنية ويعود الفضل اليه إلى حد كبير في اختراع مصطلح «ثقافة الشركات» وايضاً الدكتور رودجر دين دونكان أحد رواد التفكير في التطوير التنظيمي والموارد البشرية.
تم اختيار نائب قائد البحرية الأمريكية المتقاعد الأدميرال يوجين باركس ويلكينسون المعروف باسم أول قائد ضابط في غواصة نووية وهي غواصة يو أس أس نوتيلوس كأول رئيس تنفيذي في معهد عمليات الطاقة النووية (INPO) في عام 1980 وخدم في هذا المنصب حتى عام 1984.